# Lapathum venosus
Lapathum venosus là một loài thực vật có hoa trong họ Rau răm. Loài này được (Pursh) Lunell mô tả khoa học đầu tiên năm 1916.